# Паддінгтон (станція метро, лінії Кільцева та Гаммерсміт-енд-Сіті)

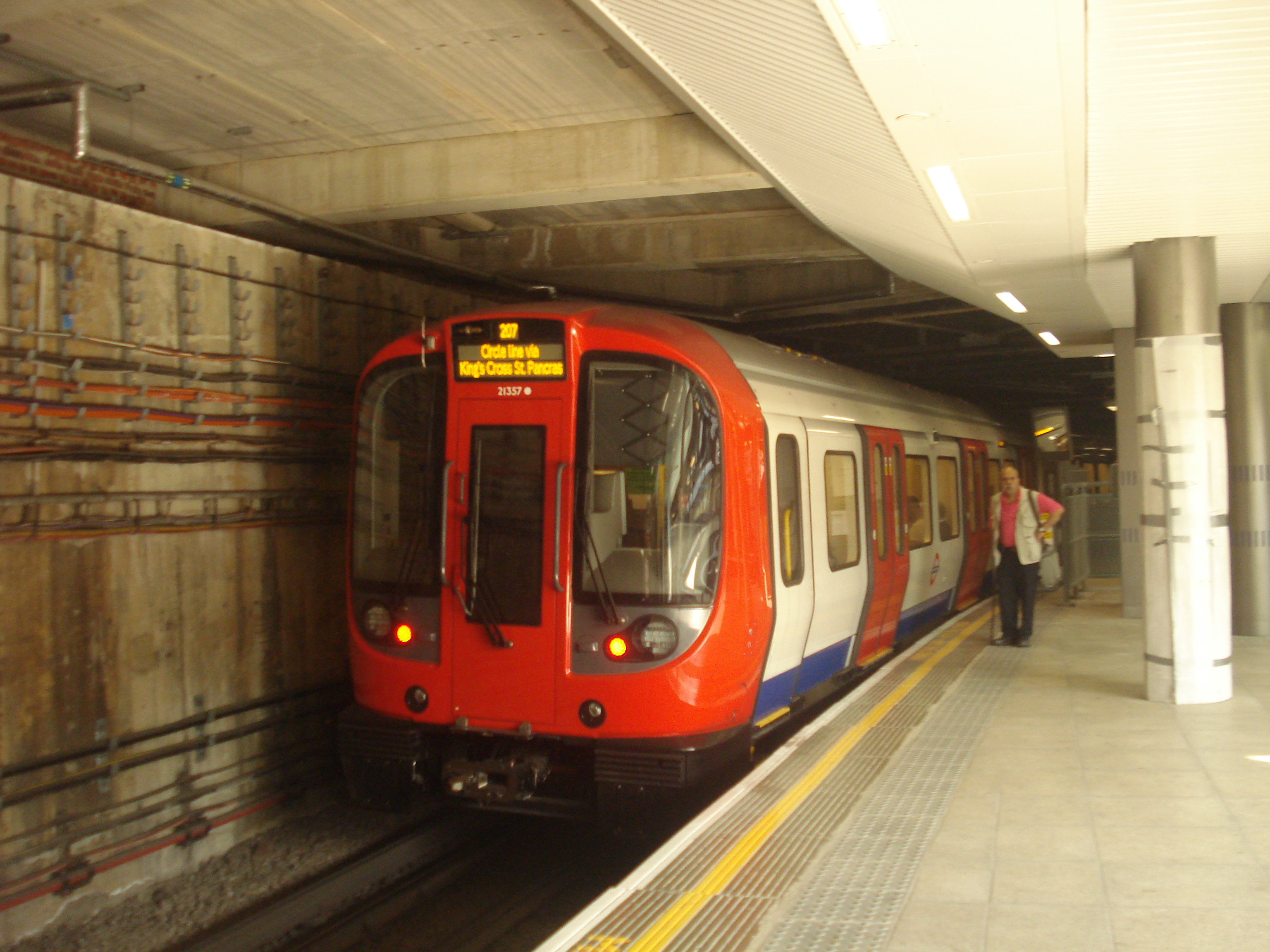
Платформа метростанції Паддінгтон, Кільцева лінія

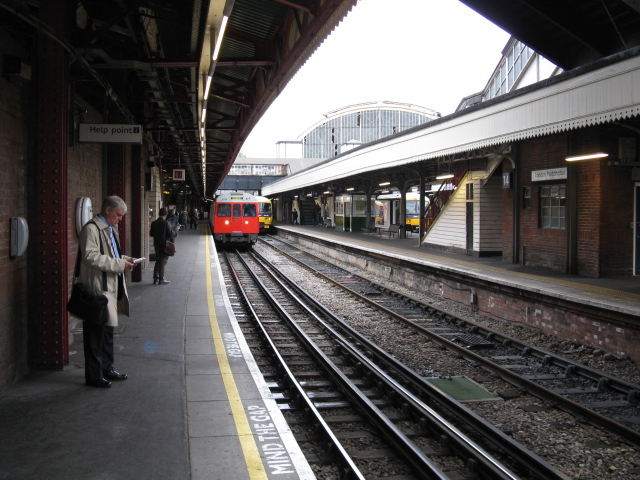
Платформа метростанції Паддінгтон, лінія Хаммерсміт-енд-Сіті

51°31′07″ пн. ш. 0°10′42″ зх. д. / 51.518578° пн. ш. 0.17847° зх. д.
Паддінгтон (англ. Paddington) — станція Лондонського метрополітену ліній Кільцева та Гаммерсміт-енд-Сіті. Розташована біля північної сторони залізничної станції Паддінгтон і має входи з холу залізничної станції та з басейну Паддінгтон, між станціями Роял-Оук та Еджвар-роуд. Станція відноситься до 1-ї тарифної зони. В 2017 році пасажирообіг станції становив 48.82 млн осіб
Станція є однією з двох окремих підземних станцій з однойменною назвою. Інша станція, на Праїд-стріт на південь від залізничної станції, обслуговується лініями Бейкерлоо, Кільцева та Дистрикт. Хоча на схемі Лондонського метрополітену показані як єдина станція, обидві станції не сполучені безпосередньо між собою, а перехід між ними здійснюється через будівлю залізничної станції.

## Історія
Станція була відкрита як Паддінгтон (Бішопс-роуд) на Metropolitan Railway (MR, пізніше Лінія Метрополітен) 10 січня 1863 року як західна кінцева першого у світі метрополітену. Станція побудована на автомобільному мосту, яким прямував Бішоп'с-роуд (нині Bishop's Bridge Road) над залізничними коліями Great Western Railway.

## Пересадки
Пересадки на автобуси маршрутів 46 та 332, що прямують Бішопс-бридж-роуд. Інші автобусні маршрути обслуговують станцію на Праїд-стріт.
Метростанція Ланкастер-гейт на Центральній лінії та залізнична станція Мерілебон розташовані в межах крокової досяжності.